# Bonnetia fasciculata
Bonnetia fasciculata är en tvåhjärtbladig växtart som beskrevs av P. F. Stevens och A. L. Weitzman. Bonnetia fasciculata ingår i släktet Bonnetia och familjen Bonnetiaceae. Inga underarter finns listade i Catalogue of Life.